# Quỳ Hợp
Quỳ Hợp là một huyện miền núi cũ nằm ở phía tây bắc tỉnh Nghệ An, Việt Nam.
Đây là huyện được UNESCO đưa vào danh sách các địa danh thuộc Khu dự trữ sinh quyển miền tây Nghệ An.

## Địa lý
Huyện Quỳ Hợp nằm ở phía tây bắc tỉnh Nghệ An, có vị trí địa lý:
- Phía bắc giáp huyện Quỳ Châu
- Phía nam giáp huyện Tân Kỳ và huyện Anh Sơn
- Phía đông giáp huyện Nghĩa Đàn
- Phía tây giáp huyện Con Cuông và huyện Quỳ Châu.

Huyện Quỳ Hợp có diện tích là 941,28 km² và dân số là 125.520 người.
Theo thống kê năm 2019, huyện có diện tích 941,28 km², dân số là 134.154 người, mật độ dân số đạt 143 người/km².

## Hành chính
Huyện Quỳ Hợp có 21 đơn vị hành chính cấp xã trực thuộc, gồm thị trấn Quỳ Hợp (huyện lỵ) và 20 xã: Bắc Sơn, Châu Cường, Châu Đình, Châu Hồng, Châu Lộc, Châu Lý, Châu Quang, Châu Thái, Châu Thành, Châu Tiến, Đồng Hợp, Hạ Sơn, Liên Hợp, Minh Hợp, Nam Sơn, Nghĩa Xuân, Tam Hợp, Thọ Hợp, Văn Lợi, Yên Hợp.

## Lịch sử
Huyện Quỳ Hợp được thành lập ngày 19 tháng 4 năm 1963 theo Quyết định 52-CP của Hội đồng Chính phủ trên cơ sở tách 10 xã: Châu Quang, Châu Thành, Châu Hồng, Châu Lộc, Châu Thái, Châu Sơn, Châu Cường, Châu Lý, Châu Đình, Châu Yên thuộc huyện Quỳ Châu và 3 xã: Tam Hợp, Nghĩa Xuân, Nghĩa Sơn thuộc huyện Nghĩa Đàn.
Khi mới thành lập, huyện Quỳ Hợp có 13 xã: Châu Cường, Châu Đình, Châu Hồng, Châu Lộc, Châu Lý, Châu Quang, Châu Sơn, Châu Thái, Châu Thành, Châu Yên, Nghĩa Sơn, Nghĩa Xuân, Tam Hợp.
Ngày 17 tháng 4 năm 1965, chia xã Nghĩa Sơn thành hai xã lấy tên là xã Văn Lợi và Hạ Sơn; chia xã Châu Lộc thành hai xã lấy tên là xã Châu Lộc và xã Liên Hợp; chia xã Nghĩa Xuân thành hai xã lấy tên là xã Nghĩa Xuân và xã Minh Hợp; chia xã Tam Hợp thành hai xã lấy tên là xã Tam Hợp và xã Thọ Hợp.
Ngày 15 tháng 4 năm 1967, chia xã Châu Yên thành hai xã lấy tên là xã Yên Hợp và Đồng Hợp.
Ngày 9 tháng 11 năm 1983, tách 600 ha đất của xã Châu Quang để thành lập thị trấn Quỳ Hợp - thị trấn huyện lỵ huyện Quỳ Hợp.
Ngày 15 tháng 10 năm 1990, chia xã Châu Hồng thành hai xã lấy tên là xã Châu Hồng và xã Châu Tiến; chia xã Châu Sơn thành 2 xã lấy tên là xã Bắc Sơn và xã Nam Sơn.

## Đặc điểm địa hình
Do đặc điểm thổ nhưỡng, Quỳ Hợp có điều kiện phát triển lâm nghiệp và trồng các loại cây công nghiệp ngắn và dài ngày như: chè, cao su, cà phê, mía,... cây ăn quả như: cam, vải, nhãn, ... Đồng thời, huyện cũng có tiềm năng để phát triển nông nghiệp với các loại cây như ngô, khoai, sắn. Đặc biệt, huyện Quỳ Hợp có diện tích lúa nước nhiều hơn hẳn các huyện vùng cao khác.
Quỳ Hợp có diện tích rừng lớn, chiếm 40% diện tích tự nhiên của huyện, trữ lượng gỗ cao, bình quân 150m3/ha, với nhiều loại gỗ quý như: lim, gụ, sến, lát hoa,... và nhiều loại cây đặc sản, dược liệu như quế, sa nhân, cánh kiến, nấm hương,... Bên cạnh đó, Quỳ Hợp còn có nhiều đồi núi với hệ thực - động vật phong phú, đa dạng, là một trong những huyện nằm trong Khu bảo tồn thiên nhiên Pù Huống. Quỳ Hợp có nhiều thắng cảnh đẹp để phát triển du lịch, nhất là du lịch sinh thái như: hang Kẻ Ham, Thẩm Poòng,... Thắng cảnh hùng vĩ nhất là thác nước Bản Bìa tựa như một dải lụa bạc nổi bật giữa núi rừng xanh biếc, hùng vĩ.
Quỳ Hợp có nhiều khoáng sản quý như: vàng, đá quý, thiếc, ăng ti moan,... Riêng quặng thiếc có hàm lượng cao. Quỳ Hợp còn có nhiều núi đá (đá hoa cương, đá granít). Ngoài ra, suối nước khoáng ở Bàn Khạng (xã Yên Hợp) là loại nước uống có nhiều khoáng chất tốt.

## Giao thông
- Đường bộ

Có QL48A và QL48C chạy ngang qua địa phận huyện và thị trấn Quỳ Hợp